# エドワード・オリバレス
エドワード・ダニエル・オリバレス（Edward Daniel Olivares, 1996年3月6日 - ）は、 ベネズエラのミランダ州カラカス出身のプロ野球選手（外野手）。右投右打。オリックス・バファローズ所属。

## 経歴

### プロ入りとブルージェイズ傘下時代

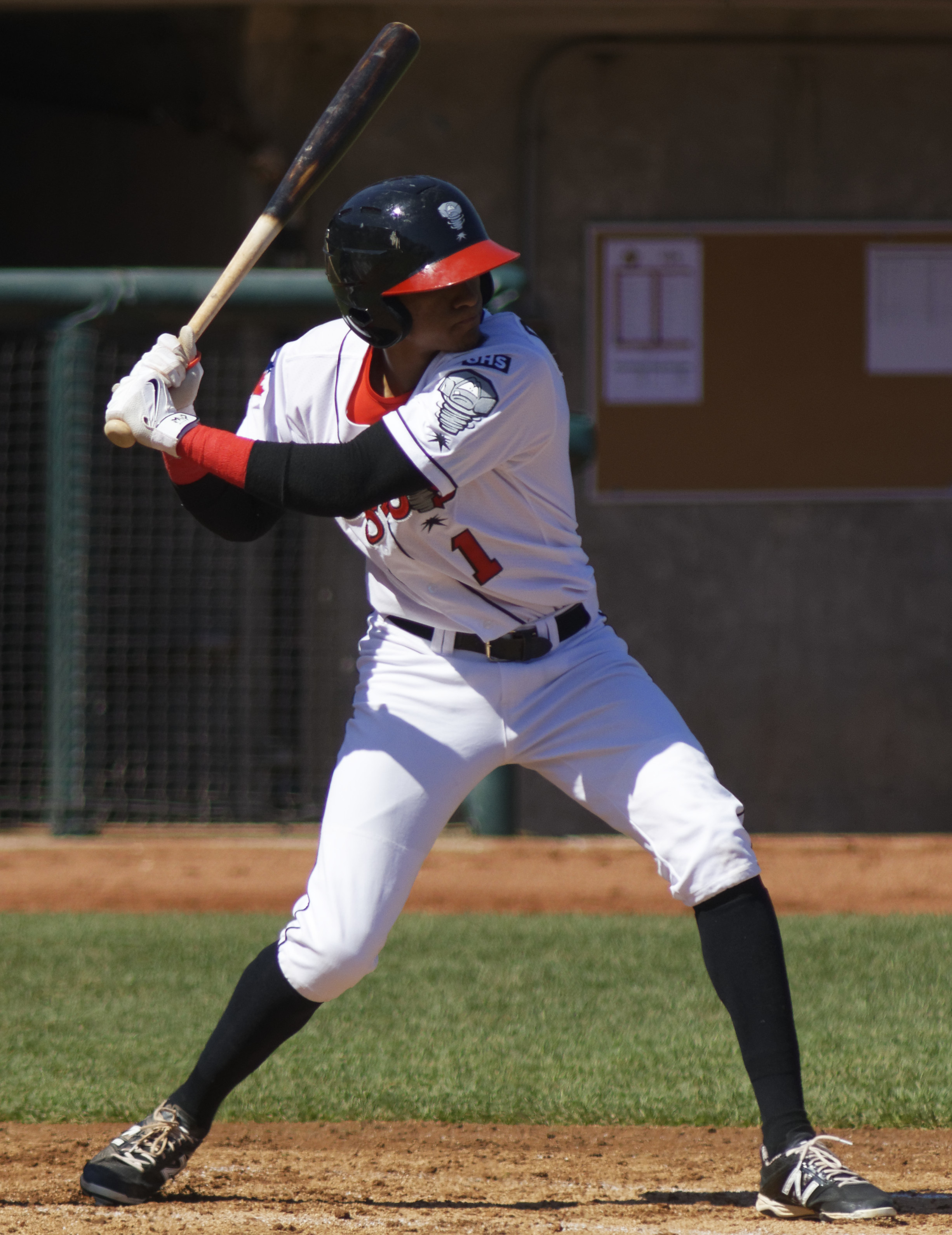
A級ランシング・ラグナッツ時代
（2017年5月3日）

2014年7月にトロント・ブルージェイズと契約してプロ入り。契約後、傘下のルーキー級ドミニカン・サマーリーグ・ブルージェイズでプロデビュー。40試合に出場して打率.314、1本塁打、22打点、12盗塁を記録した。 
2015年はルーキー級ガルフ・コーストリーグ・ブルージェイズでプレーし、38試合に出場して打率.198、3本塁打、10打点、14盗塁を記録した。 
2016年はアパラチアンリーグのルーキー級ブルーフィールド・ブルージェイズでプレーし、15試合に出場して打率.273、1本塁打、6打点、1盗塁を記録した。
2017年はA級ランシング・ラグナッツとA+級ダニーデン・ブルージェイズでプレーし、2球団合計で120試合に出場して打率.269、17本塁打、72打点、20盗塁を記録した。

### パドレス時代
2018年1月6日にヤンガービス・ソラーテとのトレードで、ジャレッド・カークフと共にサンディエゴ・パドレスへ移籍した。この年は傘下のA+級レイクエルシノア・ストームでプレーし、129試合に出場して打率.277、12本塁打、62打点、21盗塁を記録した。オフの11月20日にルール・ファイブ・ドラフトでの流出を防ぐために40人枠入りした。
2019年はAA級アマリロ・ソッドプードルズでプレーし、127試合に出場して打率.283、18本塁打、77打点、35盗塁を記録した。
2020年7月23日にメジャー初昇格を果たし、25日のアリゾナ・ダイヤモンドバックス戦にて「7番・右翼手」で先発出場してメジャーデビュー（この試合での結果は3打数1安打1四球） 。

### ロイヤルズ時代
2020年8月29日にトレバー・ローゼンタールとのトレードで、後日発表選手と共にカンザスシティ・ロイヤルズへ移籍した。この年は2球団合計で31試合に出場して打率.240、3本塁打、10打点を記録した。
2021年は39試合に出場して打率.238、5本塁打、12打点、2盗塁を記録した。
2022年は5月に右足の肉離れ、8月に今度は左足の肉離れで2度の負傷者リスト入りし、メジャーでの出場試合数は前年より増えたものの53試合にとどまった。オフの11月2日にはエストレージャス・オリエンタレスと契約を結び、ドミニカのウィンターリーグ（LIDOM）に参加した。
2023年はキャリアハイとなる107試合に出場。打率.263、12本塁打、36打点、11盗塁を記録した。オフの11月13日に今度はブラボス・デ・マルガリータと契約を結び、ベネズエラのウィンターリーグ（LVBP）に参加した。

### パイレーツ時代
2023年12月16日にパイレーツ傘下所属のデイビス・ナダルとのトレードでピッツバーグ・パイレーツに移籍した。
2024年は55試合の出場で、打率.224、5本塁打、23打点という成績を残した。しかし、レギュラーシーズン終了後の10月2日にFAとなった。なお、この年もベネズエラのウィンターリーグに参加し、2年連続でブラボスに所属している。

### メッツ傘下時代
2024年12月6日にニューヨーク・メッツとマイナー契約を結び、2025年のスプリングトレーニングに招待選手として参加することになったが、2025年1月19日に、リリースされた。

### オリックス時代
2025年2月3日にオリックス・バファローズとの契約に合意した。背番号は36。年俸1億5000万円（推定）の1年契約。

## 詳細情報

### 年度別打撃成績
| 年 度    | 球 団    | 試 合 | 打 席 | 打 数 | 得 点 | 安 打 | 二 塁 打 | 三 塁 打 | 本 塁 打 | 塁 打 | 打 点 | 盗 塁 | 盗 塁 死 | 犠 打 | 犠 飛 | 四 球 | 敬 遠 | 死 球 | 三 振 | 併 殺 打 | 打 率 | 出 塁 率 | 長 打 率 | O P S |
| -------- | -------- | ----- | ----- | ----- | ----- | ----- | -------- | -------- | -------- | ----- | ----- | ----- | -------- | ----- | ----- | ----- | ----- | ----- | ----- | -------- | ----- | -------- | -------- | ----- |
| 2020     | SD       | 13    | 36    | 34    | 4     | 6     | 1        | 0        | 1        | 10    | 3     | 0     | 1        | 0     | 0     | 2     | 0     | 0     | 14    | 0        | .176  | .222     | .294     | .516  |
| 2020     | KC       | 18    | 65    | 62    | 5     | 17    | 1        | 1        | 2        | 26    | 7     | 0     | 1        | 0     | 1     | 2     | 0     | 0     | 11    | 1        | .274  | .292     | .419     | .712  |
| '20計    | KC       | 31    | 101   | 96    | 9     | 23    | 2        | 1        | 3        | 36    | 10    | 0     | 2        | 0     | 1     | 4     | 0     | 0     | 25    | 1        | .240  | .267     | .375     | .642  |
| 2021     | KC       | 39    | 111   | 101   | 14    | 24    | 2        | 0        | 5        | 41    | 12    | 2     | 2        | 1     | 1     | 5     | 0     | 3     | 19    | 2        | .238  | .291     | .406     | .697  |
| 2022     | KC       | 53    | 174   | 161   | 24    | 46    | 8        | 0        | 4        | 66    | 15    | 2     | 3        | 0     | 1     | 10    | 0     | 2     | 36    | 1        | .286  | .333     | .410     | .743  |
| 2023     | KC       | 107   | 385   | 354   | 47    | 93    | 23       | 4        | 12       | 160   | 36    | 11    | 5        | 0     | 2     | 22    | 1     | 7     | 64    | 7        | .263  | .317     | .452     | .769  |
| 2024     | PIT      | 55    | 190   | 174   | 22    | 39    | 4        | 0        | 5        | 58    | 23    | 1     | 0        | 0     | 4     | 16    | 0     | 2     | 37    | 3        | .224  | .291     | .333     | .624  |
| MLB：5年 | MLB：5年 | 285   | 967   | 886   | 116   | 225   | 39       | 5        | 29       | 361   | 96    | 16    | 12       | 1     | 9     | 57    | 1     | 14    | 181   | 14       | .254  | .306     | .407     | .713  |

- 2024年度シーズン終了時

### 年度別守備成績
| 年 度 | 球 団 | 左翼（LF） | 左翼（LF） | 左翼（LF） | 左翼（LF） | 左翼（LF） | 左翼（LF） | 中堅（CF） | 中堅（CF） | 中堅（CF） | 中堅（CF） | 中堅（CF） | 中堅（CF） | 右翼（RF） | 右翼（RF） | 右翼（RF） | 右翼（RF） | 右翼（RF） | 右翼（RF） |
| 年 度 | 球 団 | 試 合      | 刺 殺      | 補 殺      | 失 策      | 併 殺      | 守 備 率   | 試 合      | 刺 殺      | 補 殺      | 失 策      | 併 殺      | 守 備 率   | 試 合      | 刺 殺      | 補 殺      | 失 策      | 併 殺      | 守 備 率   |
| ----- | ----- | ---------- | ---------- | ---------- | ---------- | ---------- | ---------- | ---------- | ---------- | ---------- | ---------- | ---------- | ---------- | ---------- | ---------- | ---------- | ---------- | ---------- | ---------- |
| 2020  | SD    | 7          | 7          | 0          | 0          | 0          | 1.000      | 1          | 2          | 0          | 1          | 0          | .667       | 6          | 9          | 0          | 0          | 0          | 1.000      |
| 2020  | KC    | 7          | 9          | 0          | 0          | 0          | 1.000      | 10         | 20         | 0          | 1          | 0          | .952       | 5          | 7          | 0          | 0          | 0          | 1.000      |
| '20計 | KC    | 14         | 16         | 0          | 0          | 0          | 1.000      | 11         | 22         | 0          | 2          | 0          | .917       | 11         | 16         | 0          | 0          | 0          | 1.000      |
| 2021  | KC    | 11         | 16         | 0          | 0          | 0          | 1.000      | 4          | 2          | 0          | 1          | 0          | .667       | 22         | 24         | 2          | 1          | 0          | .963       |
| 2022  | KC    | 12         | 21         | 0          | 0          | 0          | 1.000      | 1          | 1          | 0          | 0          | 0          | 1.000      | 27         | 54         | 1          | 1          | 0          | .982       |
| 2023  | KC    | 54         | 83         | 3          | 3          | 1          | .966       | 2          | 0          | 0          | 0          | 0          | ----       | 3          | 5          | 1          | 0          | 0          | 1.000      |
| 2024  | PIT   | 3          | 1          | 0          | 0          | 0          | 1.000      | -          | -          | -          | -          | -          | -          | 45         | 75         | 2          | 1          | 0          | .987       |
| MLB   | MLB   | 94         | 137        | 3          | 3          | 1          | .979       | 18         | 25         | 0          | 3          | 0          | .893       | 108        | 174        | 6          | 3          | 0          | .984       |

- 2024年度シーズン終了時

### 初記録
NPB
- 初出場、初スタメン：2025年3月28日、対東北楽天ゴールデンイーグルス1回戦（京セラドーム大阪）、「7番・指名打者」で先発出場[11]
- 初打席：同上、2回裏に早川隆久から三ゴロ
- 初安打：同上、9回裏に鈴木翔天から三塁内野安打
- 初盗塁：2025年8月2日、対北海道日本ハムファイターズ17回戦（京セラドーム大阪）、2回裏に二盗（投手：ドリュー・バーヘイゲン、捕手：郡司裕也）

### 背番号
- 24（2020年 - 同年途中）
- 14（2020年途中 - 2023年）
- 38（2024年）
- 36（2025年[10] - ）